# Aissatou Bella Diallo
Pour les articles homonymes, voir Diallo.
Aissatou Bella Diallo née en république de Guinée, est une journaliste, femme politique guinéenne.
Elle a été la première femme ministre de l'information de la Guinée.

## Biographie
Aissatou Bella Diallo, née d'un père chauffeur de maître, est la première d’une famille de cinq enfants, dont deux filles et trois garçons.  

## Parcours professionnel
Aissatou Bella Diallo gravit les échelons à la RTG, du poste de rédactrice en chef à la direction de la télévision puis directrice générale de la Radiodiffusion Télévision guinéenne.
Elle est la fondatrice et présidente directrice générale de Radio Liberté FM en Guinée.

## Ministre
Elle devient ministre de l'Information et de la Communication de la Guinée[Quand ?].
Le 25 janvier 2019, elle est nommée ministre conseillère chargée de mission à la présidence de la République,,.

## Distinctions et reconnaissances
- 1997 : caméra d’or du meilleur journal télévisé au Fespaco 1997 à Ouagadougou au (Burkina Faso)[5].
- Chevalier de l'ordre national du Mérite (Guinée)

## Vie privée
Aissatou Bella Diallo était mariée à Aguibou Thiam et est mère de trois enfants (Madina, Madany et Mohamed).

## Polémique
Elle est citée par le Mouvement FNDC comme promoteur de la Constitution guinéenne de 2020.